# 特羅爾斯洛泰特山
71°56′S 7°14′E / 71.933°S 7.233°E
特羅爾斯洛泰特山（英語：Trollslottet Mountain）是南極洲的山峰，位於東部南極洲的毛德皇后地，是菲爾希納山脈的西北端，海拔高度2,737米，現時受南極條約體系管理。